# 石田アンジェラ
石田 アンジェラ（いしだ アンジェラ、1991年12月31日 - ）は、日本の元女子ビーチバレー選手。

## 来歴
東京都出身。アメリカ人の父と日本人の母を持つ。父は190cmの高身長で、アンジェラも小学6年次には180cmの高長身であった。
中学時代に友人に誘われてバレーボール（インドア）を始める。高校卒業時期が近づくと、高身長を見込まれて関東1部リーグの大学からオファーが殺到する。高校の監督の勧めもあり、川合庶がヘッドコーチを務める産業能率大学に進学し、ビーチバレー部に所属する。
2011年度よりJBVツアーに参戦。2013年ツアーでは田中姿子とペアを組み、第1戦（ビーチバレー東京オープン）で優勝、第2戦（POCARI SWEAT ION WATER presents ビーチバレー福岡オープン）では準優勝を果たした。
2013年の全日本メンバーに登録された。同年7月のユニバーシアードに溝江明香とペアを組み出場したが、負傷するアクシデントも重なり17位に終わった。
アンジェラは「将来はプロビーチバレーボーラーとなってオリンピック出場を目指す」と述べている。

## 球歴
- 全日本代表 - 2013年-
- ユニバーシアード代表 - 2011年、2013年
- 2010年 - アジアビーチゲームズ 9位
- 2013年 - 第27回夏季ユニバーシアード 17位

## 所属チーム
- 産業能率大学